# Bread sauce

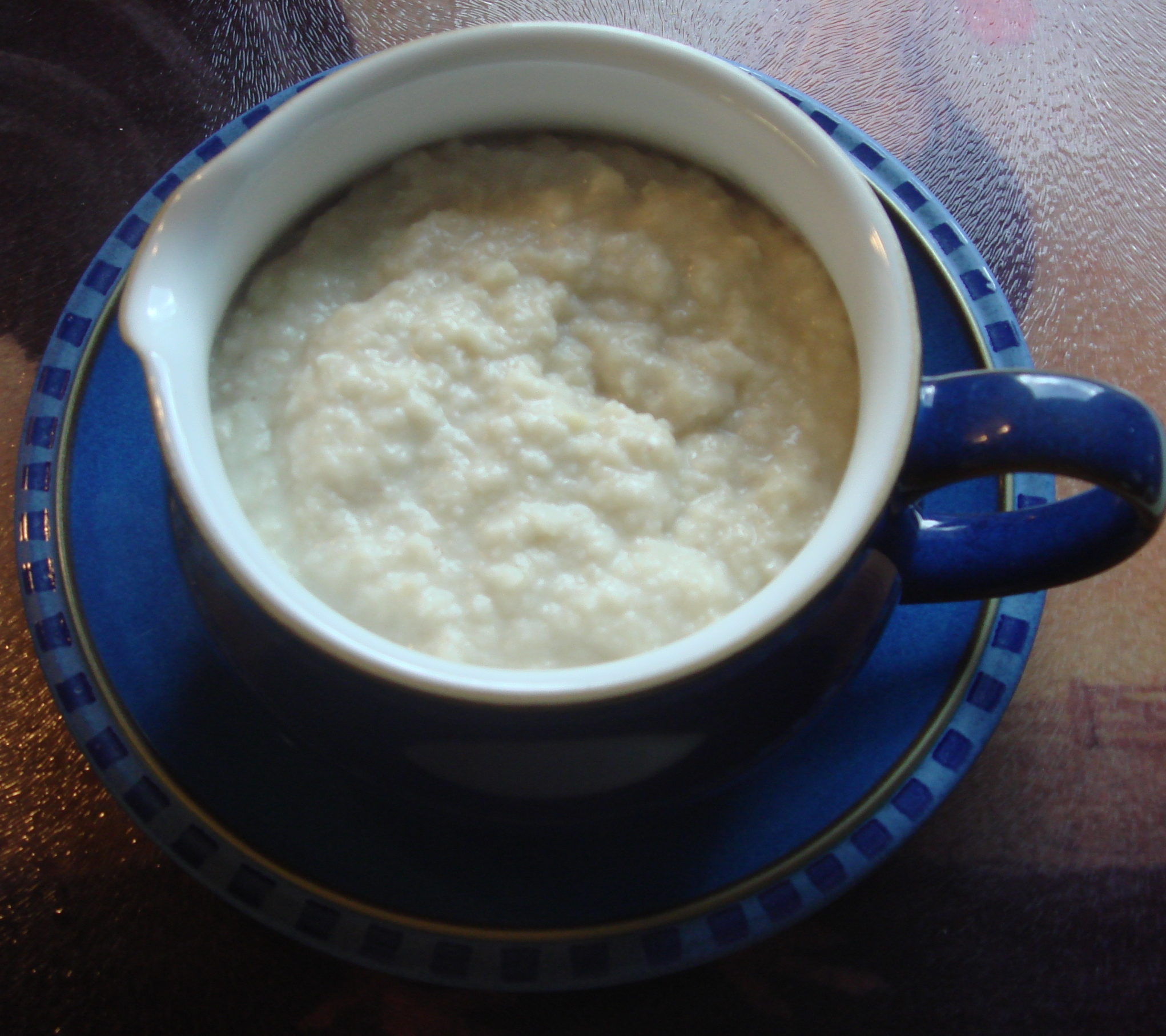
Bread sauce

Bread sauce (deutsch: Brotsoße) ist eine Soße der englischen Küche, hergestellt aus Semmelbröseln und gewürzter Milch (Lorbeerblatt, Spickzwiebel mit Nelken werden mitgekocht und danach entfernt), die traditionell zu Wild- und Geflügelgerichten serviert wird.
Großbritanniens bread sauce ist ein moderner Abkömmling der mittelalterlichen europäischen Küche, als klein geschnittenes oder zu Krümeln verarbeitetes Brot das häufigste Verdickungsmittel war, gefolgt von gemahlenen Mandeln.